# 134
134（一百三十四）是133與135之間的自然數。

## 数学领域
- 合數，正因數有1、2、67和134。
質因數分解為{\displaystyle 2\times 67}。
- 虧數，真因數和為70，虧度為64。
- 第92個不尋常數，大於平方根的質因數為67。前一個為133、下一個為136。
- 第45個半質數。前一個為133、下一個為141。
- 第83個無平方數因數的數。前一個為133、下一個為137。
- 第58個十进制的等數位數。前一個為133、下一個為135。
- 第18個非歐拉商數及第12個非互補歐拉商數。
- 罗马数字下的傅利曼數，CXXXIV = XV * (XC/X) - I。
- {\displaystyle 134=C_{1}^{8}+C_{3}^{8}+C_{4}^{8}}
- 1342 - 672 = 13467
- 1342 + 1 = 17957 是有n2 + 1 形式的質數。

## 其他領域
- 五十鈴LT134型巴士底盤(主要出口往 香港、 臺灣等國家/地區)
- 圖-134，一款由 苏联圖波列夫公司於1960年代推出的飛機型號